# 제44전투단
제44전투단(독일어: Jagdverband 44; JV 44 야크트페어반트 피어운트피어치히[*])은 제2차 세계 대전 마지막 몇 개월 동안 활동했던 독일 국방군 공군 최정예 전투비행단이다. 에이스 파일럿들만을 모아 만든 본토 방위부대로, 공군 중장 아돌프 갈란트가 단장이었다. 결국 전 세계 공군 역사상 그때까지도 존재하지 않았고, 앞으로도 존재하지 않을 전설적인 슈퍼 에이스 부대가 탄생하게 된다. 이것이 바로 JV-44였다.

## 상세
흔히 알려진 바와는 달리 JV-44는 제트전투기로만 이루어진 부대는 아니었다. Me-262는 일단 이륙해서 엔진이 제 실력을 모두 발휘하기만 하면 당대 어느 전투기보다도 빠른 속력을 자랑했지만 이착륙시에는 너무하다 싶을 만큼 느렸던 데다 엔진이 물이 오르기까지도 시간이 걸렸기 때문에 그 동안 이들을 엄호할 기존 전투기 부대도 필요했던 것이다. 사실 이착륙 때 취약한 건 다른 항공기도 마찬가지이고 비행장 주위는 당연히 대공 방어가 튼튼하게 되어 있는게 당연하다. 그러나 당시 연합군은 알베르트 슈페어가 자서전에서 '날씨가 갠 뒤 낮에 도로를 다니는 건 자살 행위'라고 표현할 정도로  제공권을 완전히 장악했고 독일 공군은 자기 부대도 제대로 지키지 못하는 신세였다. 게다가 갈란트 중장은 최초의 제트 전투기 부대였던 JG-7을 시찰하던 중, 자신보다도 낫다고 인정하던 지휘관 발터 노보트니 중령이 바로 그것 때문에 연합군에게 격추되어 전사하는 것을 보고 제트 전투기 부대의 호위 전력의 필요성을 절감했다고 한다. 이에 갈란트 중장은 하인츠 자하센베르크를 지휘관으로 하는 Fw190으로 이루어진 호위부대를 구성하게 되는데 이들은 기지의 대공포와 공조해서 기지 상공의 적기를 요격하는 임무 특성 때문에 기체 하부 전체를 적색과 백색의 줄무늬로 칠했다. 이 화려한 색상 때문에 파파가이 중대(Papagei staffel), 즉 앵무새 부대라고 알려졌으며 이들이 운용한 Fw190은 D형으로 포케볼프 계열 중에서도 최상급에 속하는 것이었다.
1945년 3월에 결성되어 전투를 치르기 시작한 JV-44는 4월 26일, 갈란트가 P-47 썬더볼트기에 피격당해 부상을 입으면서 그 전까지 Me-262 전환훈련부대로 훈련과 전투를 병행하던 EJG-2 3중대장이었다가 갓 JV-44에 합류한 하인츠 베르의 지휘를 받게 된다. 이후 이들은 5월 초까지 계속 분투하였고, 하인츠 베르는 4월 29일, P-47기를 한대 격추하는 것을 시작으로 JV-44에서 4기를 격추, EJG-2에서의 격추기록을 합쳐 단 두 달 만에 제트기로 16기 격추를 달성함으로써 독일 공군 2위의 제트 에이스가 되었다. 하지만 결국 5월 3일 남아있던 24기의 Me262를 모두 파괴하고 연합군에 항복하게 된다.
이미 전황은 연합군에게 완전히 넘어가 있었고, Me262 카탈로그상의 성능이야 좋다고 하지만 제트엔진 기술이 아직 걸음마단계였고 그로 인한 단점도 많았기에 이들의 전과는 약 56기 정도로 사실 그리 크다고 볼 수는 없었다. 그러나 당시 독일 공군의 제반 여건과 제공권이 모조리 연합군 측에 넘어갔었다는 점, 그리고 그들의 작전기간이 단 두달에 불과했었다는 점을 생각해보면 이들의 전과는 이들이었기에 가능한 수준이었다고도 볼 수 있을 것이다.

## 주요인물
주요인물의 총 격추수 뒤에 괄호 속 숫자는 Me-262로 격추한 기체 수이다.
- 창설자/지휘관: 아돌프 갈란트 중장, 총 104기 격추(8기)
- 지휘관: 하인츠 베르 중령, 총 221기 격추(16기) (독일 공군 제트 에이스 중 2위이다. 1위는 야간전투기 대대였던 NJG-11 10중대의 쿠르트 벨터 중위로, 44년 말부터 45년 초까지 주야를 불문하고 출격을 반복하면서 4발폭격기 4기와 모스키토 경폭격기를 합쳐 최소 20기 이상 격추했음이 공인되었다. 다만 격추기록 다수가 야간 격추라 2위인 하인츠 베르와는 조건 자체가 다르므로 주간 에이스 1위로서 하인츠 베르를 구분해야 한다는 견해가 있다.)
- 게르하르트 바르크호른 소령, 총 301기 격추, 에리히 하르트만에 이은 격추수 루프트바페 제2위(즉, 세계 2위)
- 발터 크루핀스키 대위, 총 197기 격추(2기)
- 요하네스 슈타인호프 대령, 총 176기 격추(6기)
- 귄터 뤼초프 대령, 총 110기 격추(2기)
- 칼 하인츠 자하센베르크 소위, 총 104기 격추
- 볼프강 스파테 소령, 총 99기 격추(5기)
- 한스 그룬베르크 중위, 총 82기 격추(5기)

JV-44는 당시 독일 공군의 저력과 한계를 모두 보여주는 당대 최고의 올스타들로 구성된 부대였다. 동부 전선에서 JG-52에 남아 동료들과 운명을 함께 하기를 선택했던 에리히 하르트만(그리고 이 결정 덕분에 하르트만은 전후 10년 가까이 소련에 억류되어 고생을 하게 된다. JV-44로 갔던 동료들(귄터 랄, 게르하르트 바르크호른, 요하네스 슈타인호프)은 모두 전후 서독 공군에서 별을 달았는데 하르트만은 10년간의 공백에 F-104 항명 건이 겹쳐 대령으로 예편했다.)을 제외한 제2차 세계 대전의 하늘에서 내노라하는 독일 톱 에이스들이 그저 갈란트라는 이름값 하나만 믿고 총집결하다시피 했으니 그것만으로도 단 두달을 넘기지 못한 이 단명 부대가 역사에 남을 이유는 충분하다고 할 수 있을 것이다.